# Sandrine Hennart
Sandrine Hennart (Doornik, 12 december 1972) is een Belgische voormalige atlete, gespecialiseerd in het verspringen en de sprint.
Hennart nam deel aan de wereldkampioenschappen en de Europese kampioenschappen, dit zowel outdoor, indoor als bij de junioren U20. Op vier verschillende nummers behaalde ze achttien Belgische titels. Hennart was enige tijd Belgische recordhoudster verspringen.

## Loopbaan
Hennart begon op haar dertiende serieus met atletiek. Eerst in de sprint en daarna begon ze ook met verspringen. In 1989 kan ze zich zowel op de 100 m als de 200 m plaatsen voor de Europese kampioenschappen U20 te Varazdin. Ze bereikte de halve finale op de 100 m. Begin 2000 verbeterde ze het Belgisch record verspringen van Hilde Vervaet tot 6,48 m. Enkele weken later verbeterde ze het tot 6,55 m. Ze plaatste zich daarmee zowel voor de Europese kampioenschappen in Split als voor de wereldkampioenschappen U20 te Plovdiv. Op het WK U20 sprong ze in de kwalificaties 6,54 m en in de finale werd ze derde met 6,49 m. Ook op het EK behaalde ze met een sprong van 6,39 m de finale, waar ze twaalfde werd. Door een blessure miste ze dat jaar het Belgische kampioenschap.
Begin 1991 evenaarde Hennart met een sprong van 6,16 m het Belgisch indoorrecord verspringen van Myriam Duchateau. Iets later werd ze met 6,18 m alleen recordhoudster. Ze werd ook voor het eerst Belgisch indoorkampioene. Ook outdoor behaalde ze een eerste Belgische titel in het verspringen. Op de Europese kampioenschappen U20 in Saloniki werd ze uitgeschakeld in de reeksen van de 100 m en werd ze zesde in finale van het verspringen. Het jaar nadien verloor ze zowel het indoorrecord als haar beide titels aan Vervaet.
Op de Belgische kampioenschappen van 1993 verbeterde Hennart haar Belgisch record verspringen tot 6,61 m. Ze kan zich hiermee plaatsen voor de wereldkampioenschappen in Stuttgart. Daar werd ze met een beste sprong van slechts 5,90 m uitgeschakeld in de kwalificaties. In 1994 werd ze Belgisch kampioene op de 100 m en in het verspringen. Op de Belgische indoorkampioenschappen van 1995 werd ze kampioene met een Belgisch record van 6,36 m. Outdoor verlengde ze haar Belgische titels op de 100 m en het verspringen.
Hennart werd in 1996 Belgisch indoorkampioene op de 60 m en de 200 m. Telkens voor Kim Gevaert en met een persoonlijk record. Ze was op beide nummers ook geselecteerd voor de Europese indoorkampioenschappen in Göteborg. Door een zware keelontsteking diende ze forfait te geven. In juni dat jaar verbeterde ze haar Belgisch record verspringen tot 6,63 m. In 1997 plaatste ze zich op de 60 m voor de wereldindoorkampioenschappen in Parijs. Ze werd uitgeschakeld in de reeksen. Tussen 1998 en 2001 behaalde ze zes opeenvolgende Belgische titels verspringen, drie outdoor en drie indoor. In 2000 behoorde ze tot de ruime selectie voor de Europese indoorkampioenschappen in Gent. Ze geraakte niet voorbij de kwalificaties. 2001 miste ze grotendeels door een kwetsuur aan de achillespees en daarom besloot ze te stoppen met topatletiek.
Hennart begon haar carrière bij Royal Union Sportive Tournai Athlétisme (RUSTA) en stapte eind 1992 over naar Royal Football Club Liège Athletisme (RFCL). Eind 1998 ging ze aan de slag bij Cercle Athlétique Brabant Wallon (CABW). Ze hervatte bij de masters bij haar oorspronkelijke club.

## Belgische kampioenschappen
Outdoor
| Onderdeel   | Jaar                                          |
| ----------- | --------------------------------------------- |
| 100 m       | 1994, 1995                                    |
| verspringen | 1991, 1993, 1994, 1995, 1996 1998, 1999, 2000 |

Indoor
| Onderdeel   | Jaar                         |
| ----------- | ---------------------------- |
| 60 m        | 1996                         |
| 200 m       | 1995, 1996                   |
| verspringen | 1991, 1995, 1999, 2000, 2001 |

## Persoonlijke records
Outdoor
| Onderdeel   | Prestatie      | Wind     | Datum       | Plaats |
| ----------- | -------------- | -------- | ----------- | ------ |
| verspringen | 6,63 m (ex-NR) | +1,0 m/s | 9 juni 1996 | Ninove |

Indoor
| Onderdeel   | Prestatie      | Datum           | Plaats |
| ----------- | -------------- | --------------- | ------ |
| 60 m        | 7,43 s         | 4 februari 1996 | Gent   |
| 200 m       | 23,93 s        | 4 februari 1996 | Gent   |
| verspringen | 6,36 m (ex-NR) | 5 februari 1995 | Gent   |

## Palmares

### 100 m
- 1989: 8e in ½ fin. EK U20 in Varazdin - 12,02 s
- 1990: 6e in reeks WK U20 in Plovdiv - 12,18 s
- 1994:  BK AC - 11,92 s
- 1995:  BK AC - 11,74 s
- 1996:  BK AC - 11,91 s

### 200 m
- 1989: 6e in reeks EK U20 in Varazdin - 24,97 s
- 1995:  BK indoor AC - 24,26 s
- 1996:  BK indoor AC - 23,93 s

### verspringen
- 1990:  WK U20 in Plovdiv - 6,49 m
- 1990: 12e EK in Split - 6,27 m
- 1991:  BK indoor AC - 6,15 m
- 1991:  BK AC - 6,44 m
- 1991: 6e EK U20 in Thessaloniki - 6,31 m
- 1992:  BK indoor AC - 6,12 m
- 1992:  BK AC - 6,23 m
- 1993:  BK indoor AC - 5,92 m
- 1993:  BK AC - 6,61 m (NR)
- 1993: 15e in kwal. WK in Stuttgart - 5,90 m
- 1994:  BK AC - 6,32 m
- 1995:  BK indoor AC - 6,36 m (NR)
- 1995:  BK AC - 6,54 m
- 1996:  BK AC - 6,30 m
- 1997:  BK AC - 6,24 m
- 1998:  BK AC - 6,35 m
- 1999:  BK indoor AC - 5,89 m
- 1999:  BK AC - 6,38 m
- 2000:  BK indoor AC - 6,18 m
- 2000: 15e in kwal. EK indoor in Gent - 6,13 m
- 2000:  BK AC - 6,16 m
- 2001:  BK indoor AC - 6,10 m

### 60 m
- 1991:  BK indoor AC - 7,56 s
- 1996:  BK indoor AC - 7,43 s
- 1997:  BK indoor AC - 7,45 s
- 1997: 23e WK indoor in Parijs - 7,51 s
- 1998:  BK indoor AC - 7,72 s

## Onderscheidingen
- Gouden Spike voor beloften: 1990
- Grand Prix LBFA: 1990, 1996